# The Simpsons: Bartman Meets Radioactive Man
The Simpsons: Bartman Meets Radioactive Man es un videojuego para NES y Sega Game Gear basado en la serie animada de Los Simpson, siendo el tercero y último aparecido para NES sobre dicha serie. En esta entrega, Bart, como Bartman, entra en una historieta para salvar a su superhéroe favorito Radioactivo Man. Es una continuación de The Simpsons: Bart vs. the World.

## Sinopsis
Mientras Bart lee su historieta ve que el Hombre Radioactivo está en problemas, y se lanza dentro de la historieta y entra en ellas. Bart tendrá que atravesar diversos niveles para salvarlo. 

## Crítica
Según varios críticos, el juego tiene una dificultad alta. Esto se debe a que solo se tiene dos vidas y no hay continuación. 

## Niveles
- Nivel 1: Bruja del pantano, s depósito de chatarra de la fatalidad
- Nivel 2: La guarida anegado de Dr. Crab
- Nivel 3: 20.000 metros hundido bajo tierra

## Ítems
- Burbujas de diálogos con comillas, sirven para ganar puntos.
- Iconos de rayos, Bartman dispara rayos láser a los enemigos proporciona 20 municiones.
- Icono de radiación, sirven para aumentar tu energía vitalidad.
- Icono de tornado, Bart puede dar patada tornado a los enemigos.
- Icono de 1 up, sirven para ganar vida extra.
- Icono de luna con nubes, sirve para ir al nivel bonus.
- Icono helado, sirve para congelar cosas que caen del cielo y subir; en ellas mientras están congeladas almacena 5 municiones.